# Silvana De Mari
Silvana De Mari (ur. 28 maja 1953 w Santa Maria Capua Vetere) – włoska pisarka, tworzy heroic fantasy.
Za powieść Ostatni elf z 2004 otrzymała Nagrodę Bancarellino i Andersena. Kontynuacja cyklu (Ostatni ork) otrzymała Nagrodę IBBY, książka została okrzyknięta we Włoszech najlepszą książką dla młodzieży ostatnich lat.

## Twórczość literacka
- L’ultima stella a destra della luna, 2000
- La bestia e la bella, 2003
- L'ultimo elfo, 2004; polskie wydanie pt. Ostatni elf (2008)
- L'ultimo orco, 2005; polskie wydanie w dwóch tomach pt.:Ostatni smok oraz Ostatni ork (2009)
- Il drago come realtá, 2007
- Gli ultimi incantesimi, 2008; polskie wydanie w dwóch tomach pt.: Ostatnie zaklęcia oraz Powrót królów (2011)